# Duhail Handball Sports Hall
Le Duhail Handball Sports Hall (en arabe : صالة الدحيل الرياضية) est une salle omnisports à Doha au Qatar.

## Événements Importants
- Super Globe
- Championnat du monde de handball masculin 2015